# В спалнята
„В спалнята“ (на английски: In the Bedroom) е драматичен филм от 2001 година на режисьора Тод Фийлд.

## Сюжет
Внимание:  Текстът по-долу разкрива сюжета на произведението (или части от него)!
Студент, прибирайки се у дома за ваканцията, започва афера с много по-възрастна жена. Събитията завършват трагично, а съкрушените родители се опитват да осмислят живота си...

## Актьорски състав
| Актьор          | Роля                                                             |
| --------------- | ---------------------------------------------------------------- |
| Сиси Спейсик    | Рут Фаулър – майката на Франк                                    |
| Том Уилкинсън   | Мат Фаулър – бащата на Франк                                     |
| Ник Стал        | Франк Фаулър – влюбен студент                                    |
| Мариса Томей    | Натали Страут – възрастна разведена жена, в която Франк е влюбен |
| Уилям Мейпотър  | Ричард Страут – бившият съпруг на Франк                          |
| Селия Уестън    | Кейти Гринел                                                     |
| Карън Алън      | Марла Кийс                                                       |
| Дебора Деректор | Джанел                                                           |
| Уилям Уайз      | Уилис Гринел                                                     |
| Джъстин Ашфорт  | Тим Брайсън                                                      |
| Камдън Мънсън   | Джейсън Страут                                                   |
| Франк Т. Уелс   | Хенри                                                            |
| Кевин Чапман    | приятеля на Тим                                                  |